# Rudolf Jan Slaby
Rudolf Jan Slaby, né le 25 janvier 1885 à Černošice et mort le 2 juillet 1957 à Prague, est un historien tchécoslovaque, auteur en 1932, avec Rudolf Grossmann, du célèbre dictionnaire de langues espagnole et allemande Wörterbuch der spanischen und deutschen Sprache.
Il étudie la philologie slave, germanique et le romantisme dans les universités de Prague et de Berlin et se consacre ensuite à la pédagogie. Il collabore dans la presse espagnole de Prague et en 1914, il commence un voyage d'études de l'Espagne. La Première Guerre mondiale le surprend et il s'installe à Barcelone, l'Université lui accorde une venia docendi en 1922 pour enseigner les langues slaves. De 1921, il est collaborateur de l'Enciclopedia Espasa.
Il traduit vers l'espagnol plus d'une centaine de œuvres, principalement des ouvrages tchèques, mais aussi des slovaques, polonais, russes et anglais (parmi lesquels ceux de Dickens) et suédois (Selma Lagerlöf). Il traite également la plupart des articles sur l'Espagne et l'Amérique latine de l'Encyclopédie tchèque Otto ; entre autres choses, il rédige « Vascos ». En 1926, il revint à Prague, où il enseigne aux étudiants de l’École supérieure de commerce.
Étant un ardent partisan de la Seconde République espagnole, il fait l'éloge avant tout de la politique dans les domaines de la culture et l'éducation. Il se lie d'amitié avec Resurreccion Maria Azkue, le premier président d'Euskaltzaindia ou Académie de la langue basque, il traduit l'hymne national tchèque et inclus le Gernikako Arbola lors d'un concert organisé à Prague en 1935 par l'Institut espagnol et ibéro-américain. En 1935, Euskaltzaindia le nomme membre correspondant. Après la Seconde Guerre mondiale, il est élu membre de l'Institut américain d'études basques, basés à Buenos Aires.
Il meurt le 2 juillet 1957 et est enterré au cimetière d'Olsany de Prague. Sa tombe contient un texte dont la traduction est: « Ph Dr Rudolf Slaby / historien tchèque / recteur d'Université / professeur libre de l'Université de Barcelone / membre correspondant de l'Académie espagnole, / Argentine et Basque / 1885-1957 ». Et sur un côté de la tombe, il y a ces mots: « Veiller à la vie de telle sorte que la vie est la mort ».